# غيلبرتو رومان
غيلبرتو رومان (بالإسبانية: Gilberto Román)‏ (29 نوفمبر 1961 – 27 يونيو 1990) هو ملاكم مكسيكي راحل، مثّل بلاده في الألعاب الأولمبية الصيفية 1980.

## روابط خارجية
غيلبرتو رومان على موقع بوكس ريك (الإنجليزية) (registration required)
- غيلبرتو رومان على موقع أوليمبيديا (الإنجليزية)